# Kęszyce-Wieś
Kęszyce-Wieś – wieś w Polsce położona w województwie łódzkim, w powiecie skierniewickim, w gminie Bolimów.

## Historia
W pobliżu miejscowości toczyły się walki podczas bitwy nad rzeką Rawką (zob. bitwa nad Bzurą) podczas I wojny światowej. Po stronie rosyjskiej walczył m.in. 9 Syberyjski Pułk Strzelecki. 
W latach 1975–1998 miejscowość administracyjnie należała do województwa skierniewickiego.

## Mogiła żołnierzy niemieckich z I wojny światowej
W pobliżu nieczynnego młyna na wyspie utworzonej przez dwa koryta Rawki wznosi się obelisk z czerwonego piaskowca. Poświęcony jest poległym ze 129 Pułku Piechoty Armii Niemieckiej. Upamiętnia miejsce, gdzie znajdował się cmentarz (w latach 20. XX w. szczątki przeniesiono na cmentarze w Joachimowie-Mogiłach i Huminie). Drugi obelisk, z drugiej strony rzeki, po II wojnie światowej został przeniesiony do Bolimowa na rynek i przerobiony na pomnik partyzantów Gwardii Ludowej.  

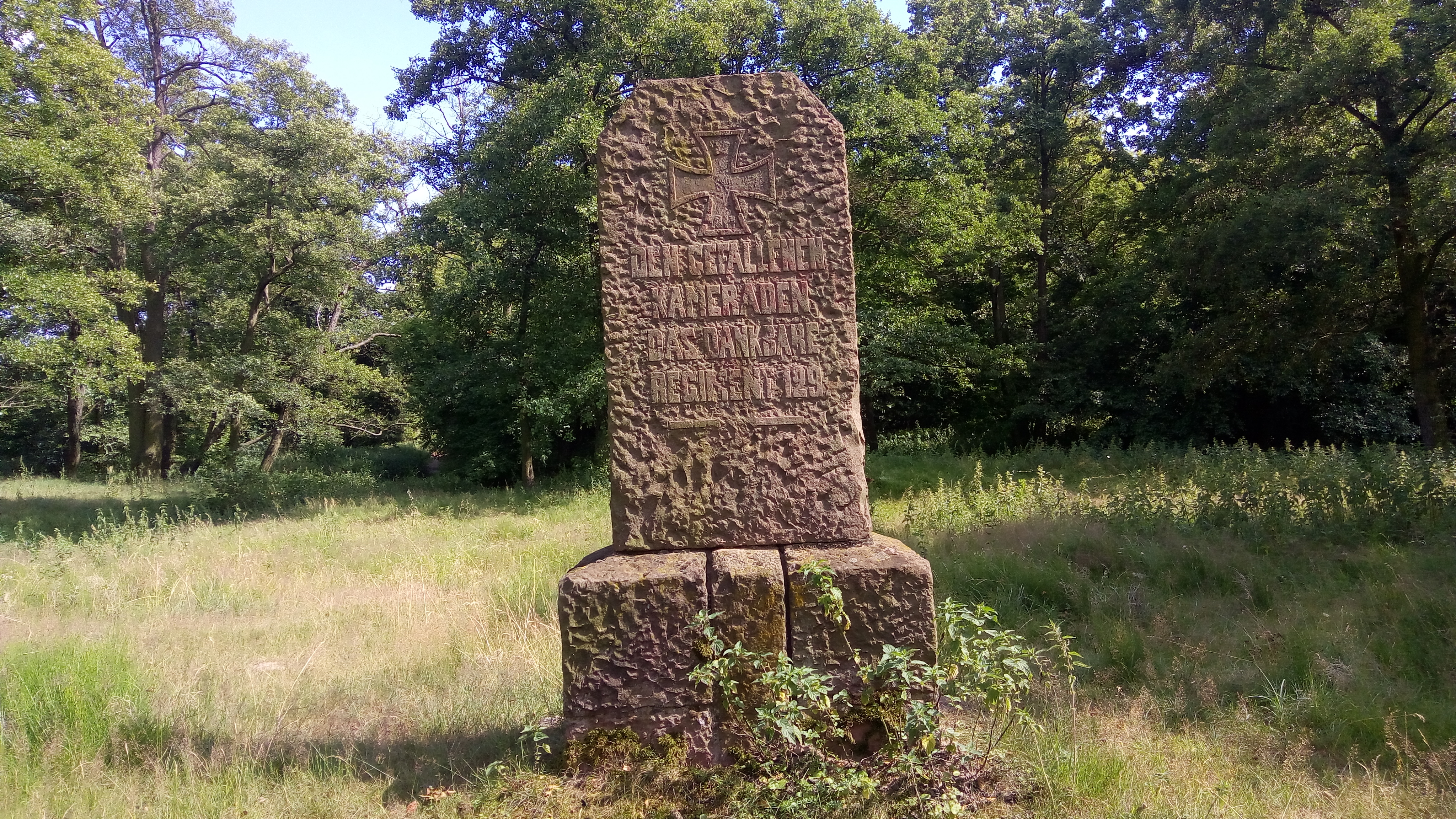
Pomnik nad rzeką Rawką upamiętniający żołnierzy niemieckich